# Ronald Pais
Ronald Pais Bermúdez (* 26. Oktober 1946 in Paso de los Toros)  ist ein uruguayischer Politiker und Rechtsanwalt.

## Leben
Ronald Pais ist ein Sohn von Ruben Pais Moas und Nair Bermúdez Barros. Er heiratete Ingrid Knobloch Ahrens. Von 1970 bis 1984 ging er zunächst einer professionellen Sängerkarriere nach und trat bei Festivals in Uruguay auf.
Pais absolvierte ein Studium der Rechtswissenschaften. Von 1985 bis 1989 war er im öffentlichen Dienst tätig. Er war Rechtsberater im Informationssekretariat und dann in der Rechtsabteilung des Präsidenten Julio María Sanguinetti. Danach begann er eine Managerkarriere beim staatlichen Energieversorger UTE, dessen Direktor er 1995 wurde. Daneben betrieb er privat auch Immobiliengeschäfte und war Direktor des Unternehmens Frigorifico Florida. In Montevideo war er Präsident der Nichtregierungsorganisation Instituto de Comunicación y Desarrollo (ICD) und der Tierschutzorganisation Servicio de Protección Animal (SPA).
Pais, der der Partido Colorado angehört, saß zunächst in der 44. Legislaturperiode als stellvertretender Senator ab dem 4. November 1998 innerhalb mehrerer kurzer Phasen von wenigen Tagen oder Wochen in der Cámara de Senadores. In der 45. Legislaturperiode hatte er sodann vom 15. Februar 2000 bis zum 14. Februar 2005 ein Mandat als Abgeordneter für das Departamento Montevideo in der Cámara de Representantes inne.